# Dzikowo (Gubin)
Dzikowo (deutsch Heidekrug) ist ein Dorf in der polnischen Woiwodschaft Lebus. Es gehört zur Landgemeinde Gubin (Guben) im Powiat Krośnieński (Crossen/Oder).

## Geographische Lage
Dzikowo liegt ganz im Osten der Woiwodschaft Lebus und nur zehn Kilometer von der Lausitzer Neiße entfernt. Hier erstreckt sich im Süden der Oder bis hin zum Bóbr (Bober) ein größeres Waldgebiet, das nur von wenigen kleinen Dörfern unterbrochen wird: Pole (Pohle), Kaniów (Kanig), Czeklin (Scheegeln) und eben Dzikowo.
Südlich von Dzikowo erheben sich die Góra Łaziska (Hohle Berge, 98 m) am Beginn einer Hügelkette, die sich – mit zahlreichen Fließen und Sümpfen innerhalb eines Kiefernforstes – bis hin zu den Dębogóry (Eichberge, 101 m) in südöstliche Richtung hinzieht.

## Geschichte
Bis 1945 war Heidekrug (polnisch: Łowiguz) mit seiner bedeutenden Oberförsterei eine Ortschaft innerhalb der Gemeinde Wallwitz (heute polnisch: Wałowice) und gehörte zum Landkreis Guben im Regierungsbezirk Frankfurt in der preußischen Provinz Brandenburg.
Die etwa 500 Einwohner zählende Gemeinde Wallwitz war mit Heidekrug in den Amtsbezirk Germersdorf (Jaromirowice) eingegliedert, in dessen Bereich auch die Gemeinden Buderose (Budoradz), Germersdorf, Klein Drenzig (Drzeńsk Mały) und Mückenberg (Komorów) lagen. Das zuständige Amtsgericht war das in Guben (Gubin).
Seit 1945 gehört der nun Dzikowo genannte Ort zu Polen im Bereich der Gmina Gubin und bildet hier einen von 48 Ortsteilen („Schulzenamt“). Die Landgemeinde Gubin gehört zum Powiat Krośnieński in der Woiwodschaft Lebus (1975 bis 1998 Woiwodschaft Zielona Góra).

## Verkehr
Dzikowo liegt an der bedeutsamen West-Ost-Achse der polnischen Landstraße DK 32, die am deutsch-polnischen Grenzübergang Klein Gastrose–Sękowice (Schenkendorf) den Verkehr von den deutschen Bundesstraßen 97 und 112 aufnimmt und ihn über Zielona Góra (Grünberg/Schlesien), Sulechów (Züllichau) und Kargowa (Unruhstadt) bis in die Woiwodschaft Großpolen unweit von Posen weiterleitet.
Vor 1945 war der Streckenabschnitt zwischen Guben und Rusdorf (heute polnisch: Połupin), an dem Heidekrug lag, ein Teil der deutschen Reichsstraße 97, die von Dresden über Cottbus bis nach Crossen/Oder (Krosno Odrzańskie) und Tirschtiegel (Trzciel) an der damaligen Grenze zum Polnischen Korridor führte.
Die nächste Bahnstation für Dzikowo ist Wałowice (Wallwitz), die an der 1870 erbauten Reichsbahnstrecke Cottbus – Guben – Neu Bentschen angelegt wurde. Der Abschnitt bei Wałowice wird nurmehr im Güterverkehr bedient.

## Kirche
Vor 1945 war der überwiegende Teil der Einwohnerschaft von Heidekrug evangelischer Konfession. Mit dem Dorf Wallwitz (heute polnisch: Wałowice) war der Ort in die Pfarrei der Klosterkirche in Guben (heute am westlichen Neiße-Ufer gelegen) eingegliedert. Sie gehörte zum Kirchenkreis Guben in der Kirchenprovinz Brandenburg der Kirche der Altpreußischen Union.
Seit 1945 werden Dzikowo wie auch Wałowice von einer überwiegend katholischen Bevölkerung bewohnt. Wałowice ist jetzt Filialkirchengemeinde der Parafia Podwżstenia Krzyża Świętego in Gubin (am östlichen Neiße-Ufer gelegen) und in das Dekanat Gubin im Bistum Grünberg-Landsberg der Katholischen Kirche in Polen integriert. Hier lebende evangelische Kirchenglieder gehören jetzt zur Pfarrei Zielona Góra (Grünberg/Schlesien) in der Diözese Breslau der Evangelisch-Augsburgischen Kirche in Polen.

## Söhne und Töchter des Ortes
- Hans Ernst von Manteuffel (1799–1872), deutscher Forstmann